# Football Club Noah
O Football Club Noah (Armênio: Ֆուտբոլային Ակումբ Նոա), conhecido simplesmente como Noah, é um clube de futebol com sede em Erevã, capital da Armênia. Noah é relativamente novo na Armênia, tendo sido criado apenas em 2017.

## História
O clube foi fundado como FC Artsakh em 2017  e disputou sua primeira partida em um empate sem gols contra o FC Urartu (na época, FC Banants) em 2 de junho de 2017. O Noah jogou sua primeira temporada competitiva na Primeira Liga Armênia de 2017–18 (2ª divisão), terminando em segundo e alcançando promoção à Armenian Premier League da Armênia.
Depois de um decepcionante 8º lugar na temporada 2018–19, o clube foi vendido para Karen Abrahamyan, que renomearia o clube FC Noah em 2019.
O Noah chegou à final da Copa da Armênia de 2019–20, onde terminou como campeão, derrotando o FC Ararat-Armenia por 7–6 nos pênaltis, após um 5–5 no tempo normal mais a prorrogação.

## Cores e escudo
Como o FC Artsakh, as cores do kit principal do clube eram vermelho e branco; no entanto, após a mudança da marca, o clube escolheu preto e verde claro para representar o clube. A Umbro se tornou o fornecedor de kits para a temporada 2019–20, após dois anos de uso da Nike.

### Escudo
De 2017 a 2019, o clube atuou como FC Artsakh, com um emblema vermelho e redondo com uma águia. Após o rebranding de 2019 como FC Noah, o emblema do clube foi alterado para um texto simples em preto: "Yerevan Armênia Football Club Noah".

2017–2019
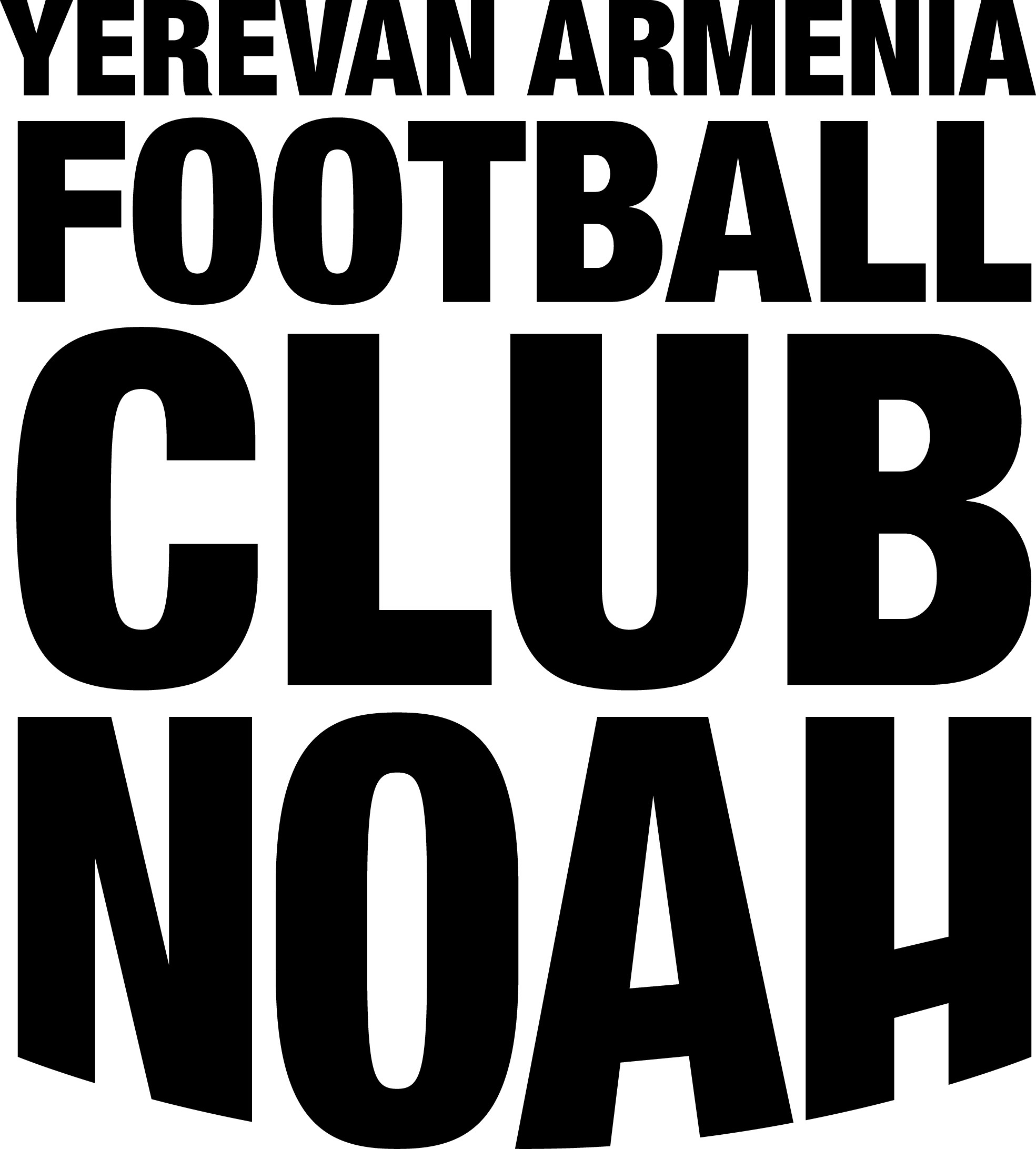
2019–2024

## Estádio
Na fase inicial da temporada do Campeonato Armênio de 2018–19, o FC Noah usou o Estádio Mika, localizado no bairro de Xengavite, em Erevã, como sede até a oitava rodada. Eles foram forçados a deixar o Estádio Mika devido às condições inapropriadas do gramado e, entre as rodadas 9 e 14 eles jogaram no Estádio Pyunik antes de passar para o campo de grama artificial do Centro de Treinamento Dzoraghbyur, nos arredores a leste de Erevã. Para a temporada de 2019–20, o FC Noah jogou no Estádio Alashkert, localizado no mesmo bairro de Erevã.

## Conquistas
- Campeonato Armênio: 1 (2024-25)
- Copa Independência da Armênia: 2 (2019-20 e 2024-25)

## Temporadas

### Nacional
| Temporada | Liga       | Liga | Liga | Liga | Liga | Liga | Liga | Liga | Liga | Copa da Armênia  | Artilheiro                     | Artilheiro  | Treinador                         | Material Esportivo | Principal Patrocínio |
| Temporada | Divisão    | Pos. | J    | V    | E    | D    | GP   | GC   | P    | Copa da Armênia  | Nome                           | Gols (liga) | Treinador                         | Material Esportivo | Principal Patrocínio |
| --------- | ---------- | ---- | ---- | ---- | ---- | ---- | ---- | ---- | ---- | ---------------- | ------------------------------ | ----------- | --------------------------------- | ------------------ | -------------------- |
| 2017–18   | 2ª Divisão | 2    | 27   | 21   | 2    | 4    | 77   | 16   | 65   | Quartas de Final | Grigor Aghekyan                | 18          | Tigran Yesayan Armen Sanamyan     | Nike               | Renault              |
| 2018–19   | 1ª Divisão | 8    | 32   | 6    | 10   | 16   | 25   | 49   | 28   | Quartas de Final | Eduard Avagyan Vigen Avetisyan | 4           | Rafael Nazaryan Sevada Arzumanyan | Nike               | Vega                 |
| 2019–20   | 1ª Divisão |      |      |      |      |      |      |      |      | Campeão          |                                |             | Vadim Boreț                       | Umbro              |                      |